# Střední Makedonie
Střední Makedonie je jedním ze třinácti správních regionů Řecka a zahrnuje centrální část geografického a historického regionu Makedonie. S téměř 1,8 milionu obyvatel se jedná o druhý nejlidnatější region v Řecku, hned po Attice.

## Administrativa
Region byl zřízen v rámci správní reformy v roce 1987 pod názvem Region Střední Makedonie (řecky: Περιφέρεια Κεντρικής Μακεδονίας, romanizováno: Periféria Kentrikís Makedonías). S plánem Kallikratis z roku 2010 byly jeho pravomoci nově definovány a rozšířeny. Decentralizovaná správa Makedonie a Thrákie, se sídlem v Soluni, dohlíží spolu s Východní Makedonií a Thrákií na tento region. Hlavní město regionu je Soluň, a ten se dále člení do sedmi regionálních jednotek (před Kallikratis nazývaných prefektury): Chalkidiki, Imathia, Kilkis, Pella, Pieria, Serres a Soluň. Tyto regionální jednotky jsou rozděleny do 38 obcí.
I když je hora Athos geograficky součástí Střední Makedonie, není administrativně součástí tohoto regionu. Athos je autonomní samosprávný stát pod svrchovaností Řecka.

## Historie
Moderní řecký region Střední Makedonie zhruba odpovídá starověké řecké oblasti Dolní Makedonie, která zahrnovala centrum a dvě hlavní města, Aigai (Vergina) a Pella, starověké Makedonie. Pella byla rodištěm Alexandra Velikého.

## Charakter kraje
V rámci Řecka sousedí na východě s krajem Východní Makedonie a Thrákie, na západě s krajem Západní Makedonie a na jihu s krajem Thesálie. Spolu se západní částí kraje Východní Makedonie a Thrákie a s krajem Západní Makedonie tvoří přibližně řeckou Makedonii. Území o rozloze 19 146 km² je na jihu omýváno Egejským mořem, na západě je nížina a na východě hory. Do Střední Makedonie spadá také ještě poloostrov Chalkidiki (kromě hory Athos). Největšími řekami, které tudy protékají ze Severní Makedonie a Bulharska do moře jsou Vardar a Struma a ze Západní Makedonie Aliákmon.

## Demografie
Mezi lety 2011 a 2021 region zaznamenal pokles populace o 90 039 lidí, což představuje úbytek obyvatelstva o 4,8 %.